# Renée Elise Goldsberry
Renée Elise Goldsberry (ur. 2 stycznia 1971 w San Jose) – amerykańska aktorka, piosenkarka i autorka piosenek, znana z roli Angelicy Schuyler w musicalu Hamilton, za którą zdobyła nagrodę Tony Award w 2016 w kategorii Best Featured Actress in a Musical. Grała też Nettie Harris w oryginalnej obsadzie The Colour Purple, Mimi Márquez w musicalu Rent oraz Nalę w Królu lwie. Zagrała wiele ról w telewizji, w tym  Genewie Pine w Żonie idealnej oraz Evangeline Williamson w Tylko jedno życie, za które otrzymała dwie nominacje do Daytime Emmy Award for Outstanding Supporting Actress in a Drama Series.

## Wczesne życie
Goldsberry urodziła się w San Jose w Kalifornii i wychowała w Houston w Teksasie i w Detroit w stanie Michigan. Po ukończeniu Cranbrook Kingswood School w Bloomfield Hills w stanie Michigan, uczęszczała do Carnegie Mellon University, gdzie zdobyła tytuł Bachelor of Fine Arts  w 1993 roku. Następnie uczęszczała do Thornton School of Music w University of Southern California, gdzie otrzymała tytuł Master of Music na studiach jazzowych, która ukończyła w 1997 roku.

## Życie prywatne
W 2002 Goldsberry poślubiła nowojorskiego adwokata Alexisa Johnsona. W maju 2009 roku Urodziła swoje pierwsze dziecko, syna o imieniu Benjamin Johnson. W 2014 roku wraz z mężem adoptowała drugie dziecko, córkę z Afryki. Nazywa się Brielle.

## Filmografia

### Film
| Rok  | Tytuł                               | Rola           | Szczegóły                                   |
| ---- | ----------------------------------- | -------------- | ------------------------------------------- |
| 2001 | Palco & Hirsch                      | Jessica        |                                             |
| 2001 | All About You                       | Nicole Taylor  | Stworzyła także słowa i skomponowała muzykę |
| 2002 | Turnaround                          | Rachel         |                                             |
| 2008 | Gra o życie                         | Drea Smalls    |                                             |
| 2009 | Jump the Broom: A Musical           | Ayana          | Film krótkometrażowy                        |
| 2014 | Every Secret Thing                  | Cynthia Barnes |                                             |
| 2015 | Siostry                             | Kim            |                                             |
| 2018 | The House with a Clock in Its Walls | Selena Izard   |                                             |

### Telewizja
| Rok       | Tytuł                                | Rola                  | Szczegóły                                                      |
| --------- | ------------------------------------ | --------------------- | -------------------------------------------------------------- |
| 1997–2002 | Ally McBeal                          | Piosenkarka           | 43 odcinki                                                     |
| 1999      | Ally                                 | Piosenkarka           | 3 odcinki                                                      |
| 2002      | Powrót do Providence                 | Clare                 | Odcinek: "The Start of Something Big"                          |
| 2002      | Any Day Now                          | Beverly Morris        | Odcinek: "The Real Thing"                                      |
| 2002      | That '80s Show                       | Spokesmodel #2        | Odcinek: "Road Trip"                                           |
| 2002      | Star Trek: Enterprise                | Crewman Kelly         | Odcinek: "Vox Sola"                                            |
| 2002      | One on One                           | Paulette              | Odcinek: "Fatal Attractions"                                   |
| 2003–07   | Tylko jedno życie                    | Evangeline Williamson | 272 odcinek                                                    |
| 2008      | The Return of Jezebel James          | Paget Kaufman         | 2 odcinki                                                      |
| 2008      | Rent: Filmed Live on Broadway        | Mimi Marquez          | Film TV                                                        |
| 2008      | Life on Mars                         | Denise Watkins        | Odcinek: "Things to Do in New York When You Think You're Dead" |
| 2010      | Bananowy doktor                      | Mrs. Phillips         | Odcinek: "Big Whoop"                                           |
| 2010      | Białe kołnierzyki                    | Ellen Samuel          | Odcinek: "Company Man"                                         |
| 2010–16   | Żona idealna                         | Geneva Pine           | 23 odcinki                                                     |
| 2013      | The Following                        | Olivia Warren         | 3 odcinki                                                      |
| 2013      | Save Me                              | Mary                  | Odcinki: "The Book of Beth"                                    |
| 2013–14   | Prawo i porządek: sekcja specjalna   | Martha Marron         | 3 odcinki                                                      |
| 2014      | Masters of Sex                       | Morgan Hogue          | Odcinek: "Blackbird"                                           |
| 2015      | Younger                              | Courtney Ostin        | Odcinek: "Hedonism"                                            |
| 2016      | I Shudder                            | Lucy Wainscott        | Film TV                                                        |
| 2017      | The Get Down                         | Misty Holloway        | Odcinek: "Gamble Everything"                                   |
| 2017      | The Immortal Life of Henrietta Lacks | Henrietta Lacks       | Film TV                                                        |
| 2018      | Lwia Straż                           | Dhahabu (głos)        | Odcinek: "The Golden Zebra"                                    |
| 2018      | Altered Carbon                       | Quellcrist Falconer   |                                                                |
| 2022      | Mecenas She-Hulk                     | Amelia                |                                                                |

## Na scenie
| Rok     | Tytuł                                                 | Rola                | Miejsce                    | Kategoria     |
| ------- | ----------------------------------------------------- | ------------------- | -------------------------- | ------------- |
| 1997    | Dreamgirls                                            | Michelle Morris     |                            | Narodowy tour |
| 2002    | Król lew                                              | Nala                | New Amsterdam Theatre      | Broadway      |
| 2005    | Dwaj panowie z Werony                                 | Silvia              | Delacorte Theater          | Off-Broadway  |
| 2005–06 | The Color Purple                                      | Nettie Harris       | Broadway Theatre           | Broadway      |
| 2007    | The Baker's Wife                                      | Genevieve Castagnet | York Theatre               | Off-Broadway  |
| 2008    | Rent                                                  | Mimi Márquez        | Nederlander Theatre        | Broadway      |
| 2011    | Good People                                           | Kate Dillon         | Samuel J. Friedman Theatre | Broadway      |
| 2011    | Stracone zachody miłości                              | Princess of France  | The Public Theater         | Off-Broadway  |
| 2012    | Jak wam się podoba                                    | Celia               | Delacorte Theater          | Off-Broadway  |
| 2013    | I'm Getting My Act Together and Taking It on the Road | Heather Jones       | New York City Center       | Encores!      |
| 2015    | Hamilton                                              | Angelica Schuyler   | The Public Theater         | Off-Broadway  |
| 2015–16 | Hamilton                                              | Angelica Schuyler   | Richard Rodgers Theatre    | Broadway      |